# Ittihad Zemmouri de Khémisset
Pour les articles homonymes, voir Al Ittihad.
Maillots
Actualités
L'Ittihad Zemmouri de Khémisset ou IZK (ⵉⵣ ⵅⴻⵎⵉⵙⵙⴻⵜ) plus couramment abrégé en Ittihad Khémisset, est un club marocain de football fondé en 1940 et basé dans la ville de Khémisset.

## Histoire

### Le début
L'Ittihad Zemmouri de Khémisset a été fondé en 1940 par Lhadj Hammou El Machatt et Moralés, un français résidant dans la ville de Khémisset.

Parmi les joueurs des années 1941, on peut citer Jack Moralès (fils du cofondateur et gardien de but), Lhadj Hammou El Machatt (cofondateur et défenseur), Ben Boubker (milieu de terrain) et Boukhriss qui était d'abord avant-centre à 18 ans avant se convertir en gardien de but. Moralès était le président du club et Monsieur Le Roy l'entraîneur.

Cette équipe jouait en division d'honneur (D3) avant de rejoindre en 1962 la deuxième division.

### Montée en élite
En 1972, le club accède à la première division. L'année suivante, il atteint la finale de la coupe du trône pour la première fois de son histoire mais s'incline face au FUS de Rabat sur le score de 3-2 (avec un but légendaire sur corner direct de l'ailier Bouzbouz applaudi par Feu Hassan II)[non neutre]. L'équipe a vu évoluer plusieurs joueurs marocains de renom tels que Noureddine Belhoucine, Tabach, Hatab, Benbouazza, Moulay Ahmed, Bouzbouz, El Mansouri, Bennasser, et Chandra.

### Retour en D2
En 1974, le club n'arrive pas à garder sa place parmi l'élite et est relégué en deuxième division, commence alors une longue traversée du désert pour le club zemmouri. Une nouvelle génération a pris le relais à la fin des années 1970 et au début des années 1980. Cette équipe comprenait des gardiens comme Abdrrazak, Jamal, et Tohcha, et des défenseurs tels que Ghazouani, Allal Saoudi, Said Boulakchkach, Hanane, Maguini, Benachir, Bouazza Kanabi, Yahya Khaldi (qui avait joué en première division au DHJ avant de rejoindre l'équipe), Abounaouass, et Benkarii. Au milieu de terrain, on retrouvait Hafid, Jamal Temsamani, Jayid, Jannane, et Hamza, tandis qu'en attaque, l'équipe comptait sur Mohammed Boubadi, Temsamani Noreddine, Anouar, Bouizane, Mahmou, Brahim, Saaidi, Boukanar, et Momen.
Cette équipe aurait pu accéder à la première division si elle avait trouvé les ressources humaines et financières nécessaires. Malheureusement, les joueurs n'ont pas joué ensemble longtemps. Anouar a rejoint le Crédit Agricole, Boubadi a signé au Fath Union Sport de Rabat, et Maguini a intégré l'US Touarga. Yahya, quant à lui, a rejoint les Forces Armées Royales (FAR).

#### Nouveaux défis et départs
Une nouvelle génération a émergé avec des joueurs comme Boukhriss, Bentaybi, Ahizoun Said, Houcine Ammouta, Horrane, Belkadi, Elfen, Pay Abdellah, Benattabou, Bensmina, Massoudi, Chandra Simo, Msabni, Robio (Machrikate), Bounidane, Zaghdoud Hamid, Ben Azouz, Ahizoun (Michel), et Boumhart Morad. Cependant, cette équipe n'a pas duré, avec des départs vers d'autres horizons : Ammouta a rejoint le FUS, Rachid Machrikate (Robio) est parti jouer en France, Boukhriss a signé à l'OCK, Horrane est parti en Italie, et Belkadi a poursuivi ses études de pharmacie en Bulgarie.

#### Crise et reconstruction
En 1990, après des départs massifs, Mohamed El Guertili a succédé à Bissbiss à la présidence du club. L'équipe a dû jouer les barrages à Kénitra contre Belksiri, un match remporté 2-1 grâce à deux buts d'Aziz Lagraoui. Cependant, en 1991-1992, El Guertili a été expulsé par les supporters lors de l'assemblée générale. En 1992-1993, Hamid Belfil a pris la direction du club, épaulé par Yahya, surnommé "le cerveau" par les supporters. Cette saison-là, l'équipe a lutté pour rester en deuxième division. Le dernier match contre le Hilal de Nador a failli dégénérer lorsque le juge de touche a été blessé par une bouteille lancée par un spectateur. Après une brève interruption, le match a repris, se soldant par une victoire 1-0 pour les Zemourris, qui ont ainsi assuré leur maintien en deuxième division.

#### Une équipe jeune et prometteuse
En 1993-1994, Belfil a démissionné, laissant Yahya former un nouveau comité composé de huit membres : Yahya, Chibar, Hadj Oukhalou, Yacoubi, Maguini, Rachid, Jamal Fakhri, et Hamri. Avec Slimani (l'Algérien) et Hamza, ils ont travaillé en silence pour former une équipe jeune, composée de joueurs tels que Marzouk, Bentaybi, Boudral, Badaoui, Msabni, Benachir, Zaghdoud Karim, Ourkiya, Aarich, Oussaid, Drider, Salem le Mauritanien, Boudouh, Chfinja, Elfen, Chandra Simo, Boukanar, Jout Bensalem, Benaatabou, et Mountassir. Cette équipe a su faire oublier les mauvais moments des saisons précédentes, terminant la saison en envoyant l'ASS en troisième division, prenant ainsi leur revanche après 20 ans.
Cette année-là, l'IZK a terminé cinquième du championnat avec un budget de seulement 40,5 millions de centimes, alors que le MAT, qui a géré 290 millions de centimes, a dû jouer les barrages. Comment ce comité a-t-il réussi à gérer une si petite somme et à se classer cinquième ? C'est une question qui reste en suspens.

#### Départs et retour en force
En 1995, en raison de problèmes financiers et d'un conflit avec le Gouverneur, Yahya a démissionné, laissant la place à Abbouz, Belamine, Belfil, Jirrar, Badich, et d'autres. Cette année-là, l'équipe a encore une fois joué les barrages, sauvée in extremis par un but splendide de Laatiriss Hamid à Meknès, marquant une saison à oublier selon les supporters.
En 1996, El Guertili est revenu en force, formant une équipe solide composée de joueurs expérimentés. Enfin, pendant la saison 1999-2000, cette équipe, avec des joueurs tels que Bentaybi, Aziz Lagraoui, Benjillali, Jallil, Benboubker, Serji, Youness El Fadili, Khalid Bakhouch, Yamine Ouahdi, Zhani Hammadi, Taoufik Lamrabet, Mansour, Sayeh, Lokmane, Jeanane, Merouane, Hakim, Pitcho, Genouni, Mouloue, et Ouchnane, a finalement réalisé le rêve tant attendu de la population zemmourrie : la montée en première division.
Le comité de cette époque était composé de Mohamed El Guertili en tant que président, avec des membres motivés et actifs comme Moumouche Larbi (trésorier), Loukbach (secrétaire général), Fouzi Ameziane, Abdou el Khanfari (vice-présidents), et un entraîneur qualifié natif de Khémisset, Boubaddi Mohammed, un ancien joueur du club.

### Le retour au sommet
Depuis son retour en élite en 2001, l'IZK n'a cessé de surprendre et s'est classé régulièrement dans la première partie du tableau et lors de la saison 2007-08, les Zemmouris ont fini vice-champion du Maroc et se maintiennent durant toute une décennie dans la première division du championnat marocain.

### Le titre de Vice-Champion 2008 qui ouvre la voie à l'aventure africaine
Au terme de la saison 2007-2008, l'IZK, sous la conduite de Lhoucine Ammouta, parvient à renouer avec la gloire : Avec des joueurs comme Hicham Fatihi, Taoufik Lamrabet, Said Hammouni ou Adil Fahim, le club bouscule l'AS FAR qui ne remporte le titre que dans les toutes dernières journées. Lhoucine Ammouta, partira l'année suivante au FUS de Rabat où il remportera la Coupe de la CAF 2010 puis, au retour d'un long séjour au Qatar, il permettra au Wydad de Casablanca de conquérir son deuxième titre de Ligue des champions africaine en 2017. C'est en 2020 l'entraineur marocain le plus titré à l'international.
La deuxième place acquise en championnat en 2007-08, a permis à l'IZK de jouer pour la première fois de son histoire la Ligue des champions de la CAF.
Durant cette édition 2009 les zemmouri ont pu arriver jusqu'en 1/8e de finale.
En 1/16e de finale ils réussissent l'exploit d'éliminer les ghanéens de l'Asante Kotoko Kumasi (3-1 à l'aller, 2-0 à Khémisset), mais l'aventure se termine au tour suivant contre les congolais du TP Mazembe (1-0 à l'aller, 0-0 à Khemisset), par ailleurs vainqueurs de l'édition.
| Saison | Compétition         | Tour            | Adversaire           | Résultat |
| 2009   | Ligue des champions | 1/16e de finale | Asante Kotoko Kumasi | 1-3, 2-0 |
|        |                     | 1/8e de finale  | TP Mazembe           | 0-1, 0-0 |

### Parcours africain
- Ligue des champions de la CAF
  - Huitième de finale : 2009

- Coupe de la CAF
  - Huitième de finale : 2009

## Palmarès
- Championnat du Maroc :
  - Vice-champion : 2007-08.

- Coupe du Trône :
  - Finaliste : 1972-73.

- Championnat du Maroc D2
  - Champion : 1971-72.
  - Vice-champion : 1999-00 et 2013-14.

## Effectif actuel
- Yanis Maamouche
- Aissa Saidi
- Alaa Eddine Lamaniai
- Ayoub Ouallo
- Youssef Kajai
- Anass Oublal
- Zakaria Oulbenna
- Achraf Kasbaoui
- Younes El Fathi
- Issam Hamach
- Omar Mellouki
- Amine Meziane
- Grace-Adieu Youmou Ngadi Obiang
- El Hadji Abdou Karim Samb
- Youssou Diagné

## Bilan saison par saison
| Saison  | Division | class. | Pts | V  | N  | D  | BP | BC | Coupe du Trône |
| ------- | -------- | ------ | --- | -- | -- | -- | -- | -- | -------------- |
| 2000-01 | GNF 1    | 9e     | 35  | 8  | 11 | 11 | 24 | 31 |                |
| 2001-02 | GNF 1    | 8e     | 35  | 9  | 8  | 13 | 22 | 29 |                |
| 2002-03 | GNF 1    | 11e    | 33  | 6  | 15 | 9  | 22 | 30 |                |
| 2003-04 | GNF 1    | 14e    | 29  | 6  | 11 | 13 | 16 | 23 |                |
| 2004-05 | GNF 1    | 6e     | 37  | 7  | 16 | 7  | 18 | 21 | 1/16 f.        |
| 2005-06 | GNF 1    | 9e     | 36  | 8  | 12 | 10 | 20 | 25 | 1/4 f.         |
| 2006-07 | GNF 1    | 7e     | 42  | 10 | 12 | 8  | 24 | 23 | 1/16 f.        |
| 2007-08 | GNF 1    | 2e     | 50  | 14 | 8  | 8  | 34 | 22 | 1/16 f.        |
| 2008-09 | GNF 1    | 13e    | 33  | 7  | 12 | 11 | 22 | 29 | 1/2 f.         |
| 2009-10 | GNF 1    | 15e    | 33  | 7  | 12 | 11 | 15 | 22 | 1/16 f.        |

## Personnalités du club

### Anciens joueurs célèbres
- Lhadj Hammou El Machatt
- Jack Moralès
- Lhoucine Ammouta
- Hassan Moumen
- Aziz Rizqi
- Amin Rizqi
- Driss Belaamri
- Mohamed Chihani
- Hicham Fatihi
- Issam Badda
- Ahmed Mohamadina
- Adil Fahim
- Khalid Bakhouche
- Aziz Legraoui
- Robio Machrikate
- Kwami Kacla Eninful

### Anciens entraîneurs
- Hassan Moumen (1989/1991)(1996/1997)(2003/2004)
- Eugen Moldovan (2004-2005)
- Houcine Ammouta (2005-2008)
- Abdelaziz Kerkache (2010-2011)
- Faouzi Jamal (2013)
- Aziz  Milani (2014)
- Aziz Lamkhantar (2015-2016)
- Taoufiq Lamrabat (2017-2019)
- Khalil Boudraa (2018-2020)
- Mohamed Bouther (2021-2022)